# International Flavors and Fragrances
International Flavors & Fragrances è una azienda produttrice di aromi e profumi con un fatturato di 2,6 miliardi di dollari nel 2010, membro del S&P 500. Fra i principali concorrenti dell'azienda si possono citare Firmenich, Givaudan e Symrise.

## Storia
IFF è stata fondata nel 1958 dalla fusione tra le operazioni a livello mondiale di Polak & Schwarz e van Ameringen-Haebler. A.L. van Ameringen era immigrato negli Stati Uniti nel 1917 per lavorare presso la Polak & Schwarz, prima di avviare la propria attività, in seguito battezzata Ameringen-Haebler nel 1929. Il predecessore della IFF, la Polak & Schwarz era stata fondata nel 1889 da Joseph Polak e Leopold Schwarz nella piccola città di Zutphen nei Paesi Bassi e produceva succhi di frutta.
IFF è stata quotata presso la New York Stock Exchange nel 1964. Dal 1956, l'azienda ha pagato i dividendi ai propri azionisti. 
Nel 1973 viene creata la molecola Iso E Super, utilizzata in molte fragranze di profumi.
Nel 2000, il consiglio di amministrazione ha tagliato i dividendi da 0,38 dollari per azione a 0,15 dollari per azione, a partire dai dividendi del quarto trimestre 2000. Questa azione ha concluso una storia ininterrotta di aumenti dei dividendi di 39 anni, deludendo fortemente gli azionisti. Il dividendo dichiarato più recente è stato di $ 0,25 per azione sulle azioni ordinarie della società, pagabili il 3 aprile 2009, agli azionisti registrati il 20 marzo 2009.
Il 9 maggio 2006, il precedente amministratore delegato Richard A. Goldstein ha lasciato l'azienda, e Arthur C. Martinez è stato nominato ad interim al suo posto. Martinez in precedenza era stato amministratore delegato della Sears, Roebuck and Company.
Il 29 giugno 2006, IFF ha annunciato la nomina di Robert Amen come il loro nuovo Presidente del Consiglio di Amministrazione, effettivo dal 1º luglio. Amen era stato in precedenza presidente di International Paper.